# Eisch
Eisch (luks. Äisch) je rijeka koja teče kroz Belgiju i Luksemburg, i u Merschu se ulijeva se u Alzette kao lijeva pritoka. Protječe kroz gradove Eischen, Hobscheid, Septfontaines i Marienthal.
Ima nekoliko izvora u blizini sela Sélange (Belgija) i Clemency (Luksemburg).
Luksemburški dio Eischa neformalno je poznat kao "Dolina sedam dvoraca", zbog sedam dvoraca koji se nižu duž njegove rute.

## Vanjske poveznice
|  | Zajednički poslužitelj ima još gradiva o temi Eisch |